# 한랭전선

일기도에서 나타내는 한랭전선

한랭전선면을 나타낸 그림

한랭전선(寒冷前線, cold front)은 찬 기단이 따뜻한 기단 밑으로 파고들면서 밀어내는 전선을 말하며, 이때 구름 형태는 적운, 웅대적운, 적란운으로 이루어진 대류 구름대이기 때문에 소나기, 우박, 뇌우 등이 잘 나타나고 돌풍도 불기도 한다. 심하면 토네이도도 동반한다.

## 개요
한랭전선면의 경사는 온난전선보다 크다. 찬 기단이 따뜻한 기단 밑으로 파고들어가 난기가 상승하게 되고 단열팽창에 의한 냉각으로 구름이 발생하여 비나 눈이 내리게 된다. 발생하는 구름대는 적란운, 웅대적운, 적운, 난층운으로 이루어졌기 때문에 소나기성 비,겨울엔 강한 소낙눈이 내린다. 뇌우, 뇌설을 동반하는 경우가 많고 그 강수폭은 전선 전면과 후면의 폭 80~150 km 정도에 이른다. 한랭전선의 전면에는 상승기류가 있기 때문에 전선이 가까이 오면 기압은 하강하며 돌풍을 일으키기도 한다. 전선이 통과하면 한랭기단 내에 들어가서 기온이 급강하하고 이슬점온도도 떨어지며, 풍향·풍속의 급변과 함께 기압이 상승한다. 한랭전선은 온대저기압에 동반되는데 북반구를 기준으로 하면 저기압의 중심에서 남서 또는 서남서쪽으로 뻗쳐 있다. 겨울철에는 강한 소낙눈을 동반하며, 천둥 및 번개를 동반한 대설인 뇌설(snow thunderstorm)이 발생하기도 한다. 한랭전선의 일종인 북극전선(arctic front)에 동반한 북극폭발(arctic blast)은 강추위와 눈폭풍을 초래한다.

## 한랭전선 통과 후 기온과 기압
한랭전선 통과 후엔 한랭기단 내에 들어가서 기온이 급강하하고 이슬점온도도 떨어지며, 풍향·풍속의 급변과 함께 기압이 상승한다.

## 같이 보기
- 전선
- 전선면
- 온난전선
- 정체전선